# Adolfo de Barros (navio)
O Adolfo de Barros foi um navio mercante brasileiro que foi convertido em um navio de guerra para atuar junto aos rebeldes durante a Revolta da Armada (1893-1894). Foi comandado por Manuel Souto.